# 达克纳姆体育场
达克纳姆体育场为比利时东佛兰德省洛克伦市镇达克纳姆村的一个体育场。目前，该体育场主要用作足球赛事，现在为比利时联赛球队洛克伦体育的主场。观众容量为9560人。